# Paralejurus
Paralejurus ist eine Gattung der Trilobiten aus dem Unterdevon. Vermutlich grub diese Art Löcher in den Meeresboden. Diese Lebensweise würde das deutlich gewölbte Exoskelett erklären. Diese Trilobitengattung hat sehr viele für Trilobiten typische Körpermerkmale verloren und ein fast glattes Exoskelett im Kopf- und Schwanzbereich entwickelt. Die Entwicklung zu detailärmeren Exoskeletten kommt bei einigen Trilobitenarten vor, hat sich aber nicht vollständig durchsetzen können.

## Merkmale

Seitenansicht von Paralejurus brongniarti

Schematische Darstellung von Paralejurus aus dem Emsium

Diese bis zu neun Zentimeter langen Tiere hatten einen ovalen Umriss und ein stark gewölbtes Exoskelett. Das Cephalon hat eine glatte, detailarme Oberfläche und einen fast unscheinbaren Occipitallobus hinter der Glabella im Übergang zum Thorax. Die Facettenaugen haben halbmondförmige Deckel. Der Thorax besteht aus zehn schmalen Segmenten und einem deutlich gewölbten und breiten Axial-Lobus (Rhachis). Das Pygidium ist sehr breit und daumennagelförmig. Auf ihm endet rundlich und erhaben der Axial-Lobus. Von dieser Erhebung gehen radial zwölf bis vierzehn, feine Furchen aus. Im Gegensatz zur Gattung Scutellum mit einem Pygidium mit deutlichen Furchen, ist bei Paralejurus das Pygidium sehr glatt und stark verwachsen.

## Vorkommen
Die Fossilien wurden in den Schichten des Pragium und des Emsium gefunden. Eine Art in Kasachstan (P. balchushensis) wurde als eine silurisch-devonische Art beschrieben, nur fehlen dazu die biostratigraphischen Zeugnisse. Zwölf gesicherte Arten wurden in den Schichten des Pragiums gefunden. Im frühen Emsium und späten Emsium ließen sich je nur noch sechs bzw. fünf gesicherte Arten auffinden.

## Lebensweise
Vermutet wird eine endobenthische oder semiendobenthische Lebensweise. Das stark gewölbte Exoskelett und die verschwindenden Details auf dem Cephalon und dem Pygidium passen zu einer grabenden Gattung. Vor allem die böhmischen Arten wurden in Kalkstein gefunden, welcher dem humusreichen, kalkhaltigen Lehmboden des früheren Meeres weit entfernt von Riffen entspricht und die Vermutung der grabenden Lebensweise unterstützt.

## Evolutionäre Entwicklung
Es wurde bisher vermutet, diese Gattung könne sich aus der Gattung Scutellum, Scabriscutellum oder Decoroscutellum in der Übergangszeit von Pridolium zum Lochkovium entwickelt haben. Wichtige phylogenetische Merkmale widersprechen aber einer Entwicklung aus Scutellum, wie zum Beispiel die Form der Furchen auf dem Pygidium und der Glabella. Viele Merkmale sind aber sehr ähnlich zu den früheren Arten der Illaenina, so dass eine Verwandtschaft angenommen werden muss.
Die Paralejurus-Arten haben sich im Übergang vom Pragium zum Emsium verändert: Die Librigenae (die „freien Wangen“ unterhalb der Facettenaugen) enden bei Arten des Pragiums sehr stumpf, fast rechtwinklig. Bei den Arten des Emsium dagegen sind dort Dornen zu erkennen, die parallel zur Körperlängsachse nach hinten verlaufen. Der Axial-Lobus endet bei früheren Arten auf dem Pragium glockenförmig. Bei älteren Arten ist diese Stelle sehr schmal und vertikal langgezogen. (Siehe schematische Abbildung.) 
Diese Gattung hat sich vor allem im Pragium in sehr viele Arten diversifiziert. Im Emsium ist die Anzahl der Arten dann stark zurückgegangen, und Paralejurus starb schließlich beim Übergang zum Mitteldevon aus. Das plötzliche weltweite Aussterben spricht für eine Veränderung der Lebensgrundlagen von außen für die ganze damalige Biota.

## Arten
Von den bisher beschriebenen Arten lebten die meisten im Pragium. Im späteren Zeitalter des Devons sind weniger Arten nachgewiesen worden. Es gibt noch Fossilfragmente von neuen unbeschriebenen Arten.

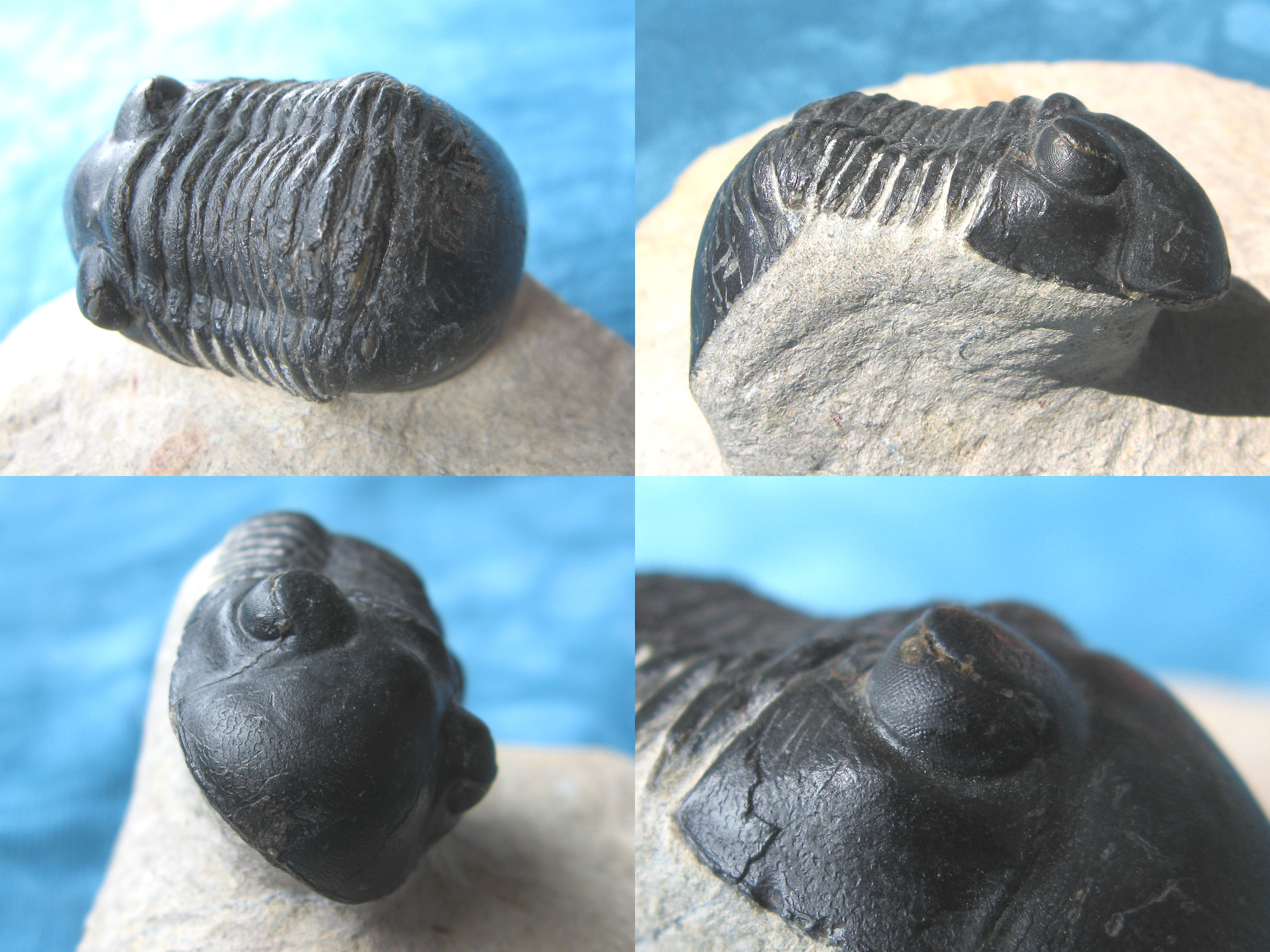
Paralejurus sp. von Alnif, Marokko, aus dem Pragium (rechtwinklige Librigena) (Länge: 5 cm)

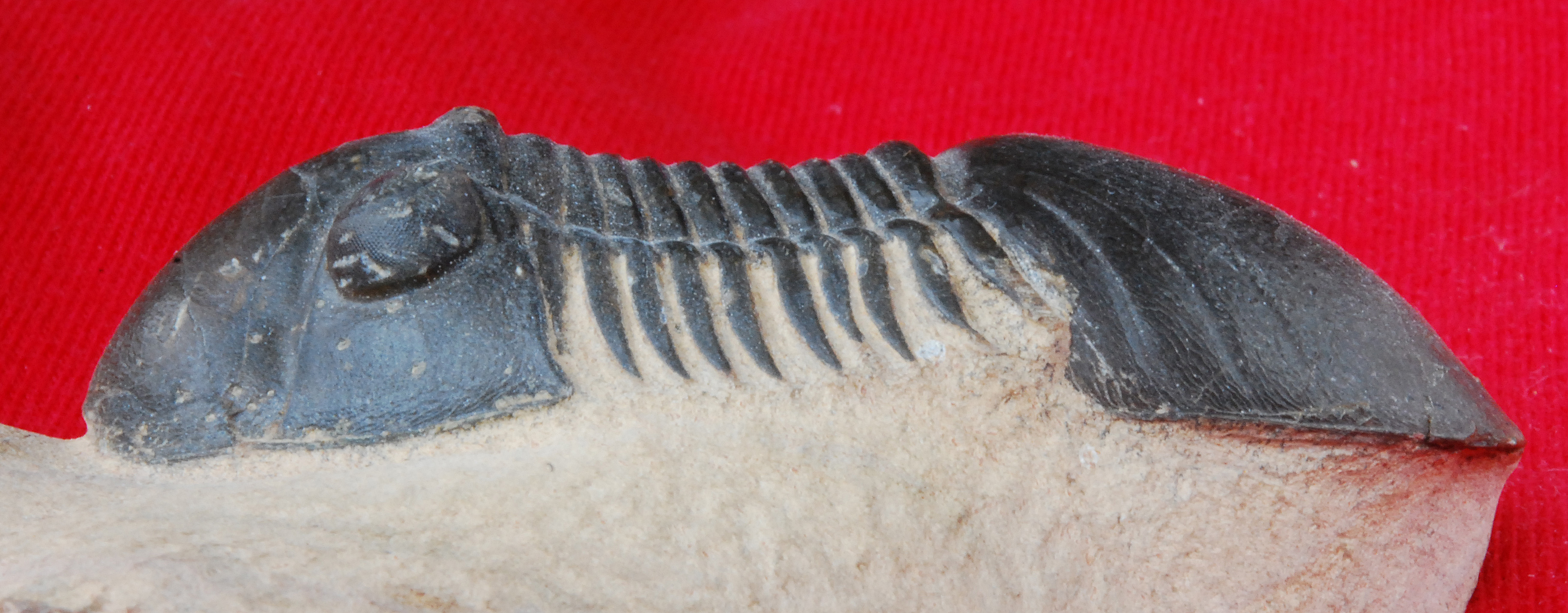
Seitenansicht eines Paralejurus sp. aus Alnif, Marokko (Länge: 7 cm)

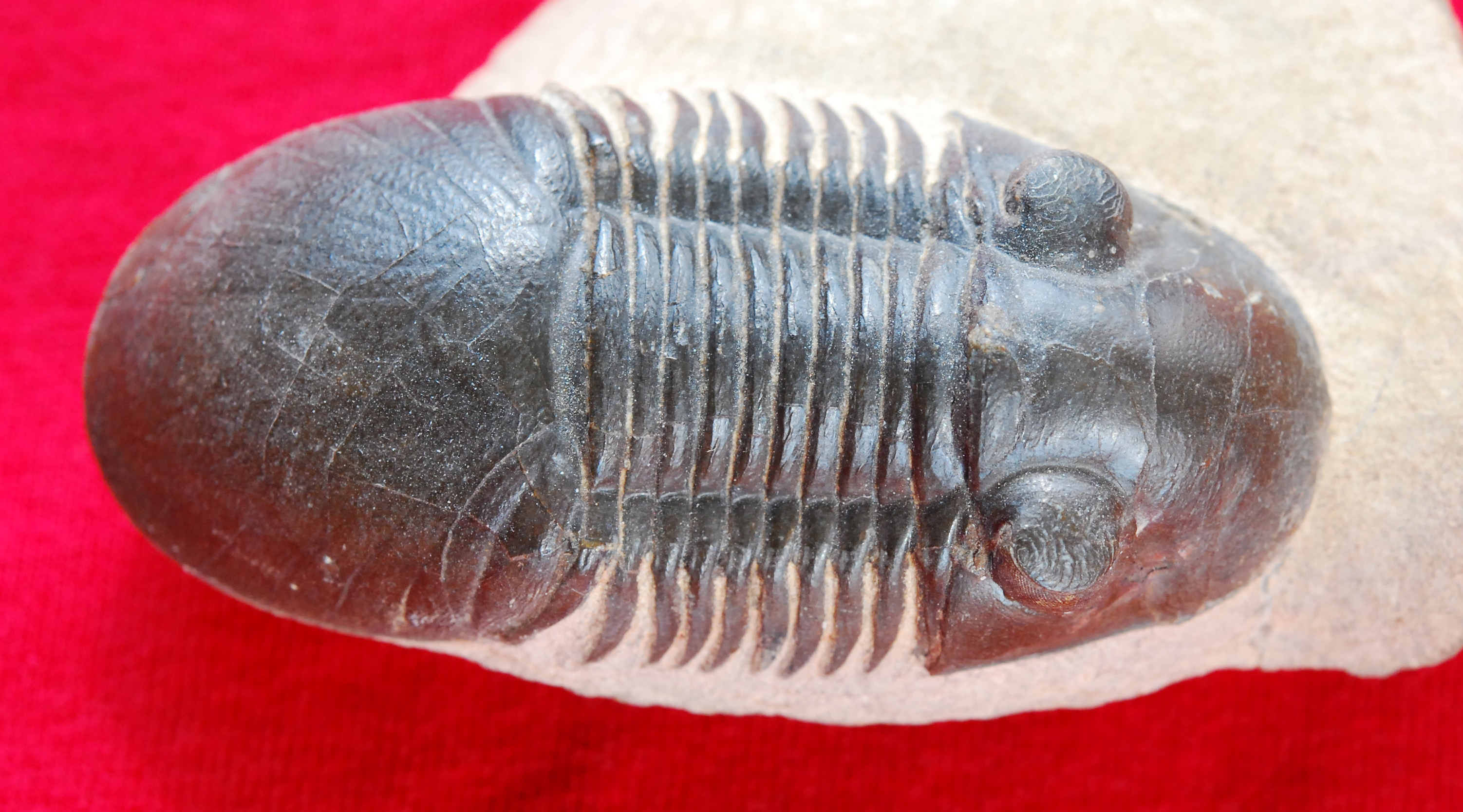
Aufsicht eines Paralejurus sp. aus Alnif, Marokko (Länge: 7 cm)

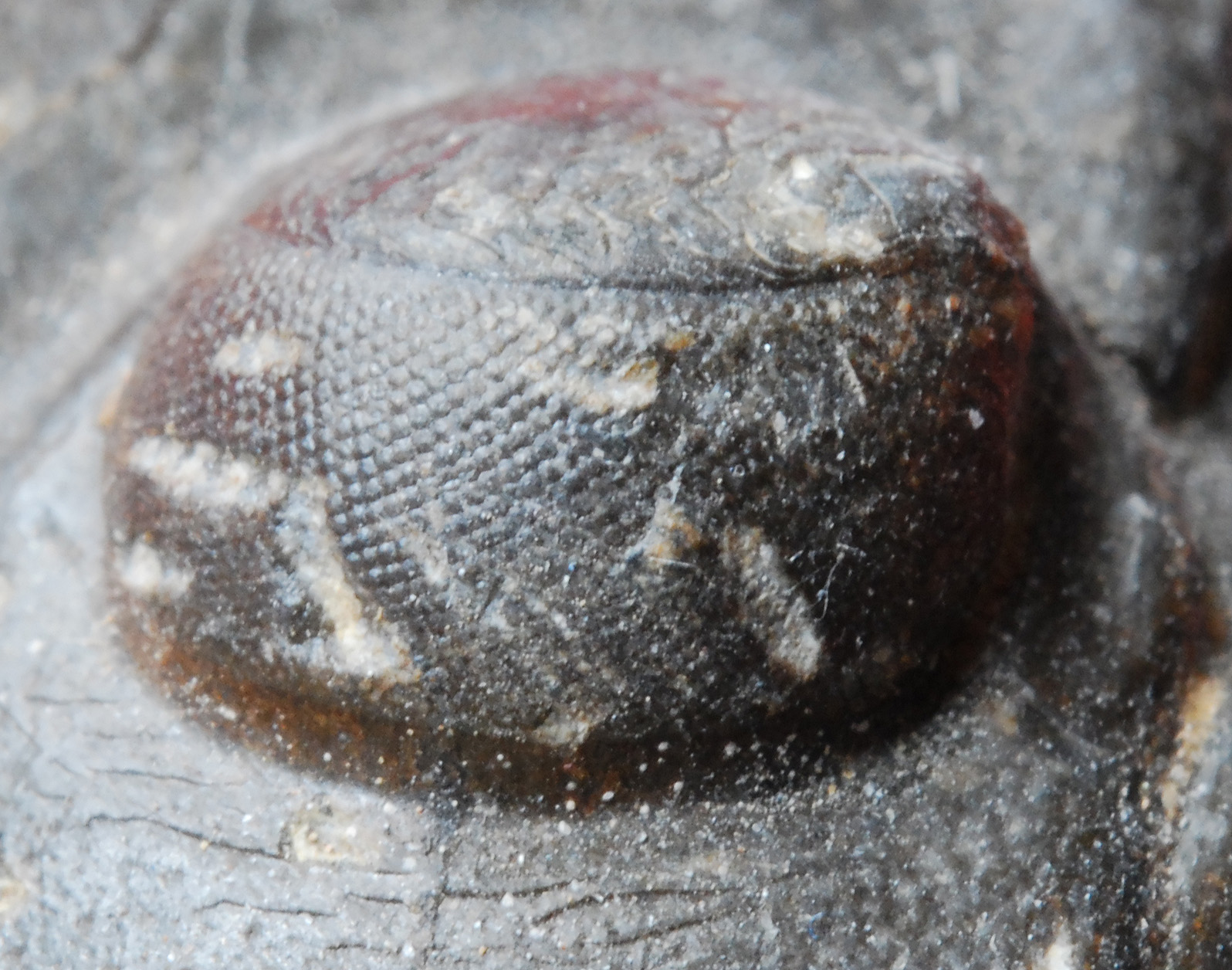
Facettenauge eines Paralejurus sp. aus Alnif, Marokko

### Frühere Arten als Pragium
- Paralejurus balchushensis Maksimova, 1975 • Silur bis Lochkovium (unbestätigt) • Zentralkasachstan

### Arten des Pragiums
- Paralejurus bohemicus Šnajdr, 1960 • Pragium • Böhmen
- Paralejurus brongniarti brongniarti (Barrande, 1846) • Pragium • Böhmen
- Paralejurus brongniarti menanensis Šnajdr, 1960 • Pragium • Böhmen
- Paralejurus brongniarti mixal Šnajdr, 1986 • Pragium • Böhmen
- Paralejurus campanifer (Beyrich, 1845) • Pragium • Böhmen
- Paralejurus elayounensis Schraut, 2000 • Pragium • Südmarokko
- Paralejurus spatuliformis Schraut und Feist, 2004 • Pragium • Südmarokko
- Paralejurus verneuili, Oehlert und Davoust, 1879 • Pragium • Frankreich
- Paralejurus zippei, (Barrande, 1846) • Pragium • Böhmen

### Arten im Übergang Pragium zum Emsium
- Paralejurus brongniarti (Barrande, 1846) • Pragium bis Unteremsium • Böhmen
- Paralejurus hamlagdadicus Alberti, 1983 • Pragium • Marokko
- Paralejurus richteri Šnajdr, 1960 • Oberpragium bis Emsium • Böhmen, Deutschland

### Arten des Unteremsiums
- Paralejurus carlsi Schraut und Feist, 2004 • Unteremsium • Spanien
- Paralejurus depressus Feist, 1974 • Unteremsium • Frankreich (Montagne Noire)
- Paralejurus rugosus Feist, 1974 • Unteremsium • Frankreich (Montagne Noire)
- Paralejurus subcampanifer (Frech, 1887) • Unteremsium • Frankreich (Montagne Noire), Österreich
- Paralejurus teres, Ancigin, 1979 • Unteremsium • Russland (östlicher Ural)

### Arten des Emsiums
- Paralejurus galloisi Oehlert und Oehlert, 1890 • Emsium • Frankreich
- Paralejurus dormitzeri ligeriensis Fillet, 1972 • Emsium • Frankreich

### Arten des Oberemsiums
- Paralejurus dormitzeri applanatux (Novák, 1890) • Oberemsium • Deutschland
- Paralejurus dormitzeri dormitzeri (Barrande, 1852) • Oberemsium • Böhmen, Polen, Frankreich, Deutschland
- Paralejurus intumescens Roemer, 1855 • Oberemsium • Deutschland
- Paralejurus rehamnanus Alberti, 1970 • Oberemsium • Marokko, Deutschland
- Paralejurus tenuistriatus Schraut und Feist, 2004 • Oberemsium • Südmarokko